# ヘアート・アドリアーンス・ブームハールト
ヘアート・アドリアーンス・ブームハールト（Geert Adriaans Boomgaard、1788年9月21日 - 1899年2月3日）は、生年月日に確実な証拠がある中で人類史上初めて110歳を迎えたとされているオランダの男性。2人のみしかいない1700年代に生まれたスーパーセンテナリアンの1人であった。

## 生涯

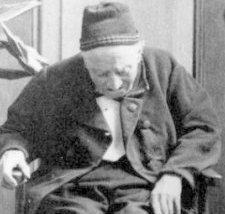
110歳時のブームハールト

1788年9月にオランダ（当時はネーデルラント連邦共和国）のフローニンゲンで生まれ、1899年2月に同地で110歳135日の長寿で没した。その記録は1902年10月1日にマーガレット・アン・ネーヴによって破られた。男性としての最高齢記録は1966年10月29日にジョン・モーズリー・ターナーによって破られた。また、フローニンゲン歴代最高齢の記録も2022年1月14日にエブーチ・ブーケマー＝ヘルツに破られた。
ナポレオン戦争時に大陸軍の第33軽装歩兵連隊に所属していたという。